# Prolycosides
Prolycosides amblygyna es una especie de araña araneomorfa de la familia Lycosidae. Es el único miembro del género monotípico Prolycosides. Es originaria de Argentina.